# Блумфонтейн
Блумфонте́йн (афр. Bloemfontein — перекладається із африкаанс і голландської як «Фонтан квітів» або «Квітучий фонтан», також відомий як Блум), — столиця провінції Фрі-Стейт (дослівний переклад — Вільна держава) Південно-Африканської Республіки. Блумфонтейн є судовою столицею країни, однією із трьох столиць Південно-Африканської республіки (дві інших — Кейптаун, законодавча столиця, і Преторія, адміністративна столиця). Є сьомим за величиною містом у Південно-Африканській Республіці. Місто розташоване на висоті 1395 м над рівнем моря. Населення Блумфортейна становить близько 520 000 жителів, а саме місто є частиною Мангаунгського столичного муніципалітету з населенням близько 750 000.
У Блумфонтейні розташовані Верховний Апеляційний суд Південно-Африканської республіки, природний заповідний пагорб Хавал Хіл, Маселспуртський курорт і Сендуплесіський театр. У місті працюють багато музеїв, наприклад, Національний жіночий пам'ятник, музей англо-бурської війни, Національний музей і художній музей, національний літературний музей африкаанс.
Також у місті розташований перший в Африці цифровий планетарій, Хавал-хільський планетарій, Бойденська обсерваторія, дослідницька астрономічна обсерваторія, що зведена Гарвардським університетом.
Завдяки великій кількості трояндових насаджень, а також щорічному фестивалю троянд, Блумфонтейн має народну поетичну назву — «Місто троянд».
На мові тсвана (одна із мов, якою спілкується населення півночі Південно-Африканської республіки) місто називається Мангаунг, що у перекладі означає «місце гепардів».

## Географія
Блумфонтейн розташований у центральній частині Південно-Африканської республіки на південному краю Хайвелда на висоті близько 1400 метрів (4600 футів), і межує з напівпосушливим регіоном Кару. Місцевість, як правило, плоска з поодинокими пагорбами, а серед рослинності переважає високогірна.

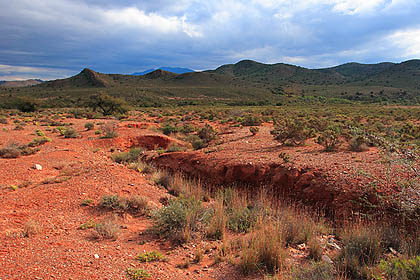
Пейзаж на межі регіонів Високий Велд та Карру

Клімат Блумфонтейна згідно з класифікацією Кеппена — BSk (субтропічний степовий напівсухий прохолодний), з гарячими літніми днями і більш прохолодними, сухими зимами, часто із приморозками. Сніг буває рідко, але, наприклад, у серпні 2006 року місто було засніженим, а 26 липня 2017 року відбулися снігопади в аеропорту.
| Клімат Bloemfontein (1961−1990)            | Клімат Bloemfontein (1961−1990) | Клімат Bloemfontein (1961−1990) | Клімат Bloemfontein (1961−1990) | Клімат Bloemfontein (1961−1990) | Клімат Bloemfontein (1961−1990) | Клімат Bloemfontein (1961−1990) | Клімат Bloemfontein (1961−1990) | Клімат Bloemfontein (1961−1990) | Клімат Bloemfontein (1961−1990) | Клімат Bloemfontein (1961−1990) | Клімат Bloemfontein (1961−1990) | Клімат Bloemfontein (1961−1990) | Клімат Bloemfontein (1961−1990) |
| Показник                                   | Січ.                            | Лют.                            | Бер.                            | Квіт.                           | Трав.                           | Черв.                           | Лип.                            | Серп.                           | Вер.                            | Жовт.                           | Лист.                           | Груд.                           | Рік                             |
| Абсолютний максимум, °C                    | 39,3                            | 38,9                            | 34,7                            | 33,3                            | 29,5                            | 24,5                            | 24,1                            | 28,6                            | 33,6                            | 34,8                            | 36,6                            | 37,7                            | 39,3                            |
| Середній максимум, °C                      | 30,8                            | 28,8                            | 26,9                            | 23,1                            | 20,1                            | 16,8                            | 17,4                            | 20,0                            | 24,0                            | 26,1                            | 28,1                            | 30,1                            | 24,4                            |
| Середня температура, °C                    | 22,8                            | 21,4                            | 19,2                            | 14,9                            | 10,7                            | 6,9                             | 7,2                             | 10,1                            | 14,6                            | 17,5                            | 19,9                            | 21,9                            | 15,6                            |
| Середній мінімум, °C                       | 15,3                            | 14,7                            | 12,4                            | 7,7                             | 2,5                             | −1,5                            | −1,9                            | 0,5                             | 5,2                             | 9,1                             | 11,7                            | 13,8                            | 7,5                             |
| Абсолютний мінімум, °C                     | 5,6                             | 4,3                             | 0,8                             | −2,6                            | −8,7                            | −9,1                            | −9,6                            | −9,7                            | −6,7                            | −2,9                            | −0,1                            | 3,3                             | −9,7                            |
| Середня кількість сонячних годин на місяць | 296,3                           | 247,9                           | 258,6                           | 250,2                           | 266,0                           | 249,9                           | 272,6                           | 285,9                           | 278,0                           | 290,9                           | 296,5                           | 319,5                           | 3312,3                          |
| Норма опадів, мм                           | 83                              | 111                             | 72                              | 56                              | 17                              | 12                              | 8                               | 15                              | 24                              | 43                              | 58                              | 60                              | 559                             |
| Днів з опадами                             | 11                              | 11                              | 11                              | 9                               | 4                               | 3                               | 2                               | 3                               | 4                               | 7                               | 9                               | 10                              | 84                              |
| Вологість повітря, %                       | 55                              | 62                              | 64                              | 66                              | 62                              | 62                              | 57                              | 50                              | 46                              | 50                              | 52                              | 52                              | 57                              |
| ------------------------------------------ | ------------------------------- | ------------------------------- | ------------------------------- | ------------------------------- | ------------------------------- | ------------------------------- | ------------------------------- | ------------------------------- | ------------------------------- | ------------------------------- | ------------------------------- | ------------------------------- | ------------------------------- |

## Історія

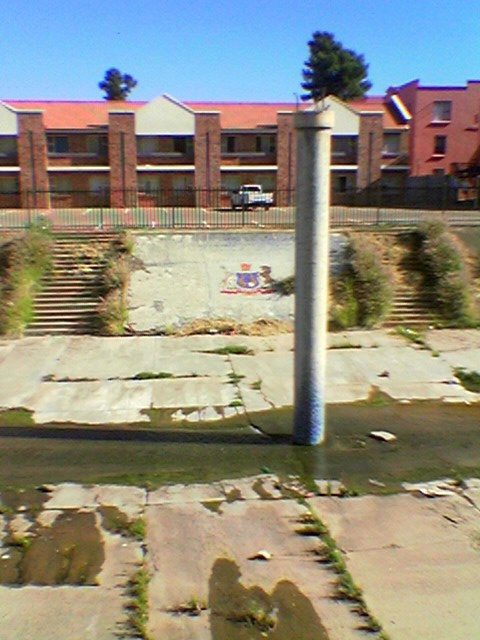
Джерело, що дало назву місту

### Походження назви
Походження назви міста є дискусійним питанням. Ймовірно, назва запозичена з голландських слів bloem (квітка) і fontein (фонтан), що означає «Фонтан квітів» або «Квітучий фонтан».
Популярні легенди розповідають про одного з перших британських фермерів Рудолфуса Мартінуса Брітса, що поселився на місцевості, яка зрошувалась потужним потоком (фонтаном) біля річки Моддере. Фермер мав вола ймення Bloem (Блум). Коли віл відпочивав біля потоку, його вбив лев, який там жив. Фермери-британці назвали цю ферму Блумфонтейн (волячий фонтан), не підозрюючи, що згодом тут буде процвітаюче місто.
Інша історія називає Яна Блума (1775—1858), лідера кочового племені Корани ХойХой (Korana KhoiKhoi), який там оселився.

### Історія
Перше поселення на території сучасного міста було засноване 1840 року — фермерське господарство. Офіційно місто закладене 1846 року і назване на честь невисоких пагорбів, вкритих квітками («блумфонтейн» означає джерело з квітами). З 1854 по 1902 роки місто було столицею Оранжевої республіки. 1890 року через Блумфонтейн пролягла залізниця з Кейптауну.
В 1899 році в місті проходила Блумфонтейнська конференція, яка намагалась попередити англо-бурську війну. 8 січня 1912 року тут був заснований Африканський національний конгрес, який працював над створенням законів, які б захищали права чорношкірих. Першим президентом конгресу став письменник Джон Д'юб.
До 1994 року місто було єдиною судовою столицею Південно-Африканської республіки. Нині в місті працює Верховний апеляційний суд (колишнього апеляційного відділу Верховного суду).
Письменник Джон Толкін, автор знаменитого «Володаря перснів», народився в Блумфонтейні 3 січня 1892 року.

## Економіка
Блумфонтейн — великий транспортний вузол країни. Через нього проходять численні залізниці та автодороги. Біля міста збудований аеропорт.
Працюють підприємства металообробної, скляної, харчової, тютюнової та шкіряної промисловостей.

## Транспорт

### Автошляхи
Національні та регіональні дороги Блумфонтейну:
- N1, основна магістраль в північно-західній частині від Кейптауна до Йоганнесбурга та Зімбабве, і обходить місто із західної сторони;
- N8 прокладена зі сходу на захід і з'єднує Блумфонтейн з Кімберлі та столицею Лесото Масеру.

Блумфонтейн — це також північний кінець траси N6, що рухається приблизно на південь до порту Східний Лондон. На T-подібному переході безпосередньо перед містом N6 стає М30. Ця дорога закінчується з'єднанням із N1.
Існують також два двозначні R маршрути: R64, стара дорога до Кімберлі, через Дейлсвілль та Босхоф. Він закінчується на N1. R30 — дорога до Велкому — закінчується на N1 на північ від міста.
Три інші тризначні R маршрути починаються з Блумфонтейну. R706 починається від N8 в центрі міста, і прямує на південний схід до Ягерсфонтейну і Форесміту.  R702 також починається з центру міста, але виходить на південний захід у напрямку до міст Деуетсдорп та Вепенер. Третя дорога, R700, починається на південь від центру міста від M30 і рухається на північ, перетинаючи N8 і N1 в напрямку Булфонтейна.
Крім того, Блумфонтейн має ряд автошляхів регіонального (муніципального) значення (М-доріг). Ці дороги пронумеровані незалежно від М-доріг в інших південноафриканських містах.

### Залізниця

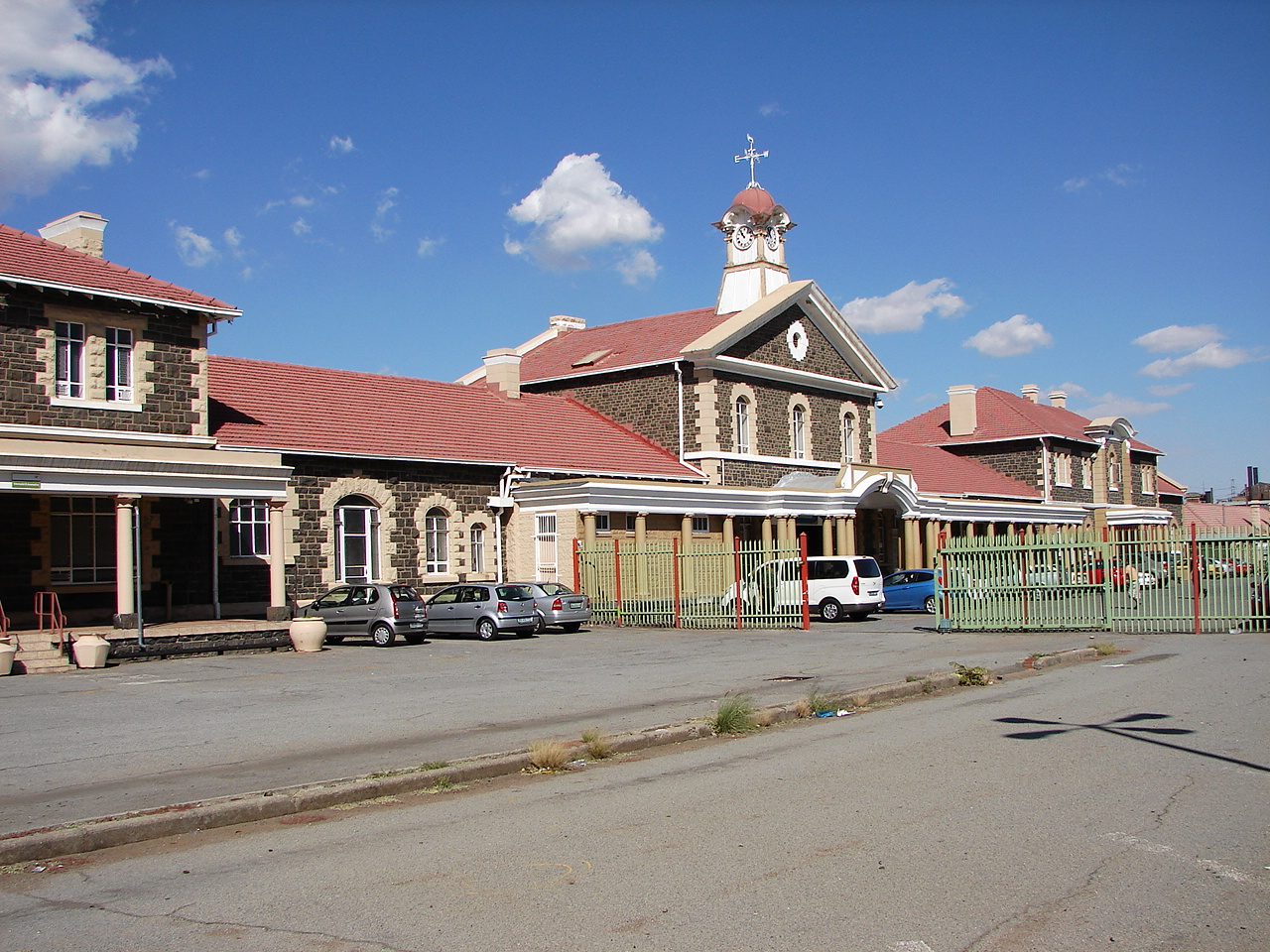
Залізничний вокзал

Блумфонтейн має добре залізничне сполучення. Він розташований на найважливішому залізничному вузлі між Йоганнесбургом та Кейптауном, яким здійснюється щоденний рух поїздів до Порт-Елізабету, Східного Лондону та Йоганнесбургу.

### Повітряний транспорт
Блумфонтейн має два аеропорти — Нью-Темпе і Міжнародний аеропорт Брам Фішер. Новий аеродром Темпе не має регулярних рейсів, він використовується як навчальний центр для авіаторів та шкіл. Міжнародний аеропорт Брам Фішер здійснює регулярні рейси до всіх великих міст Південно-Африканської Республіки.

### Громадський транспорт
У жовтні 2016 р. муніципалітет Мангаунг та різні асоціації таксі досягли згоди щодо системи інтегрованого громадського транспорту, який зараз будується. Проект складається з двох етапів — будівництва автобусних шляхів вздовж муніципалітету, і будівництво депо і станцій.

## Освіта
Освітні заклади у Блумфонтейні:
Дошкільні заклади
Початкові школи — близько 50
Заклади середньої освіти (у Південно-африканській республіці зазвичай називаються Вищими школами) — близько 35
Заняття у школах проводяться різними мовами, частина шкіл використовує у навчальному процесі декілька мов. Мови переважно африкаанс, англійська та сесото.

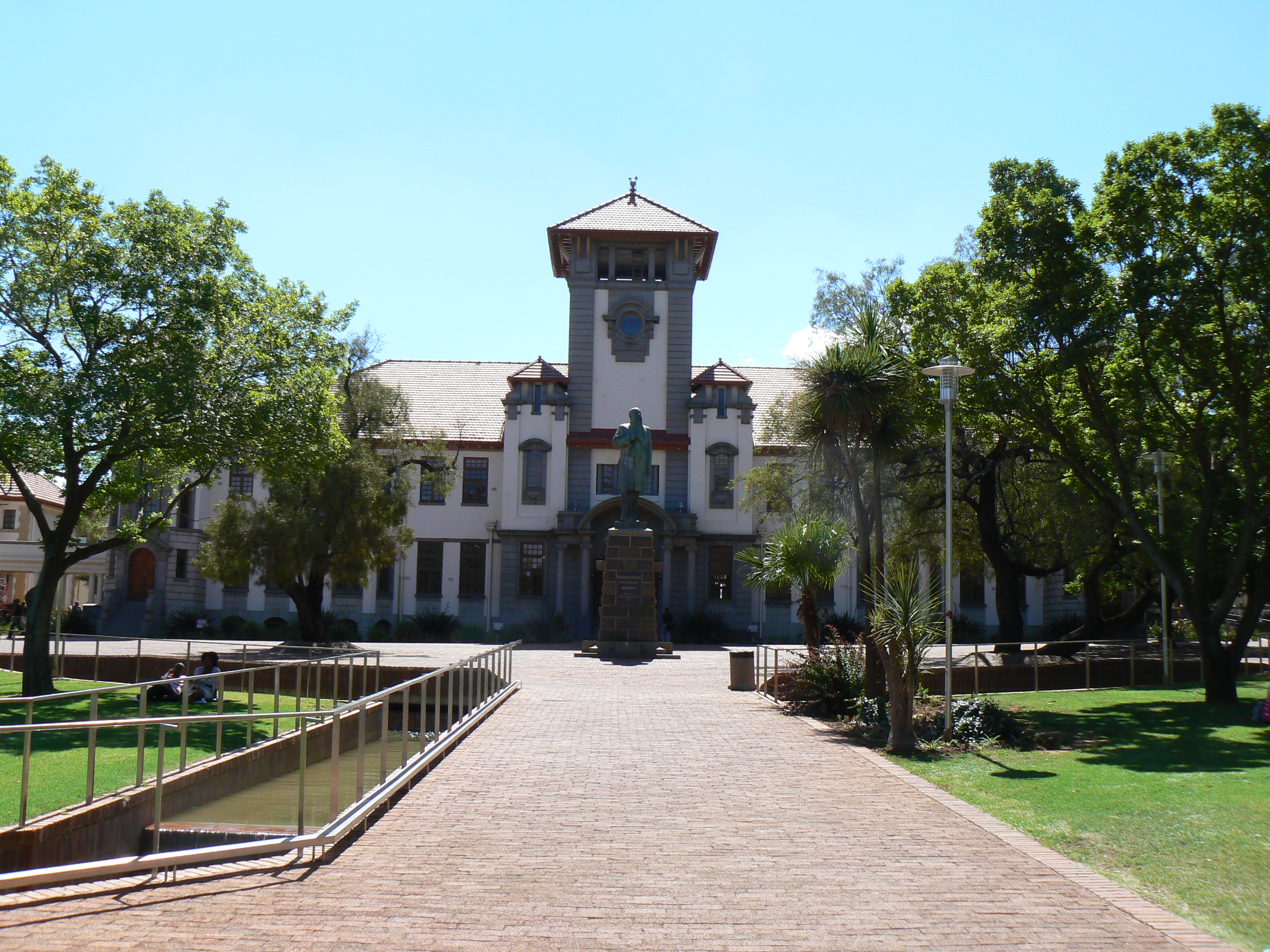
Головний корпус Університету Фрі Стейту

Університет Фрі Стейту (The University of the Free State, дослівний переклад — Університет Вільної Держави). Як навчальний заклад (коледж) діє з 1904 року, як заклад вищої освіти — з 1950. Кількість студентів — 37000. В Університеті діють такі академічні підрозділи:
- Економічних наук і управління
- Освіти
- Медичних наук
- Юридичний
- Природничих і аграрних наук
- Гуманітарний
- Теології
- Університет бізнес-школи Фрі-Стейту

Центральний технологічний університет. Заснований у 1981 році як Технічна вища школа. Як університет діє з 2004 року. Кількість студентів — 12 500. В Університеті діють такі академічні підрозділи:
- Факультет інженерії та інформаційних технологій
- Факультет медичних наук і навколишнього середовища
- Гуманітарний факультет
- Факультет управління

## Медіа
- Dumelang Media

### Газети
- Dumelang News - The People's Paper
- Free State Times
- Volksblad
- Ons Stad
- Bloemnuus
- The Weekly
- Courant

### Радіо
- OFM
- Kovsie FM
- Lesedi FM
- Motheo FM
- Radio Rosestad
- Motsweding FM

## Туризм
Місто відоме своїм парком Голден-Гейт-Хайлендс біля підніжжя гори Мапуті, де розташовані скелі з дивакуватими схилами, які утворились під дією вітру. Серед архітектурних будівель цікавими для огляду будуть ратуші 1849 та 1893 років, стара президентська резиденція, будівлі судів. В місті встановлено обеліск жінкам та дітям, які загинули в концтаборах під час англо-бурських війн. На околицях розташовані вишневий сад в парку Гамільтон (понад 6 тис. дерев) та розарій в Королівському парку (понад 4 тис. кущів).

## Фестиваль троянд
Щороку Блумфонтейн — «Місто троянд» святкує Блумфонтейнський фестиваль троянд, відомий також як «Мангаунгський фестиваль троянд». Фестиваль проводиться у жовтні, прохолодному місяці, коли троянди у Фрі Стейт (Вільній державі) цвітуть найкраще. Більшість подій відбуваються на набережній Лох-Логан у Блумфонтейні. Фестиваль приваблює ентузіастів троянд з усієї Південно-Африканської республіки світу. Фестиваль зробив Блумфонтейн популярним місцем для туризму, оскільки тисячі людей відвідують його щорічно.

### Історія фестивалю троянд
Перший фестиваль троянд відбувся в 1976 році, коли члени міського сенату вирішили, що проведення такого фестивалю було б доречним, враховуючи назву області. У 1976 р. фестивальні заходи тривали протягом кількох днів у Салман Плазі. З того часу фестиваль троянд розширився і вдосконалювався відповідно до потреб та інтересів громадськості.

### Заходи
Фахівці-садівники запрошуються взяти участь у конкурсах, присвячених проектуванню та вдосконаленню недоглянутих садів навколо міста. Фестивальні заходи проходять у приватних садах всього Блумфонтейну, оскільки жителі міста відкривають свої сади широкому загалу.

#### Набережна Лох-Логан
Більшість фестивальних заходів проводяться на набережній річки Лох-Логан, найбільшого торговельного центру в центральній частині Південно-Африканської Республіки. Вона охоплює близько 80 000 м² простору і є центром шопінгу, розваг, спорту і культури. На набережній демонструються квіти, вирощені місцевими садівниками, а також влаштовано офіційний муніципальний дисплей, створений відділом парків Мангаунгського муніципалітету. У фестивалі також беруть участь понад 700 продавців троянд із трояндового товариства штату Фрі Стейт.

#### Трояндовий ранковий чай
Пригощання трояндовим чаєм зазвичай проводиться в Уртському садовому центрі.

#### Мангаунгський трояндовий велотур
Щороку під час фестивалю компанією AfriCycle Tours організовується велосипедний тур. Дистанції складають 22 км, 56 км і 106 км.

#### Грін Блум Експо
Ця виставка є частиною фестивалю троянд та сприяє розвитку місцевого «зеленого» і органічного бізнесу. На виставці демонструються різні продукти та послуги, що підтримують зелене середовище, такі як сонячна енергія, системи очищення води, рослинні тунелі, системи резервуарів JoJo для накопичення води та ін.

## Відомі люди

### Народились
Джон Роналд Руел Толкін, народився у Блумфонтейні 3 січня 1892 року — один із фундаторів жанрового різновиду фантастики — високе фентезі. Найбільш відомий як автор «Гобіта», «Володаря перснів» та «Сильмариліона».